# Kabinett V. P. Singh

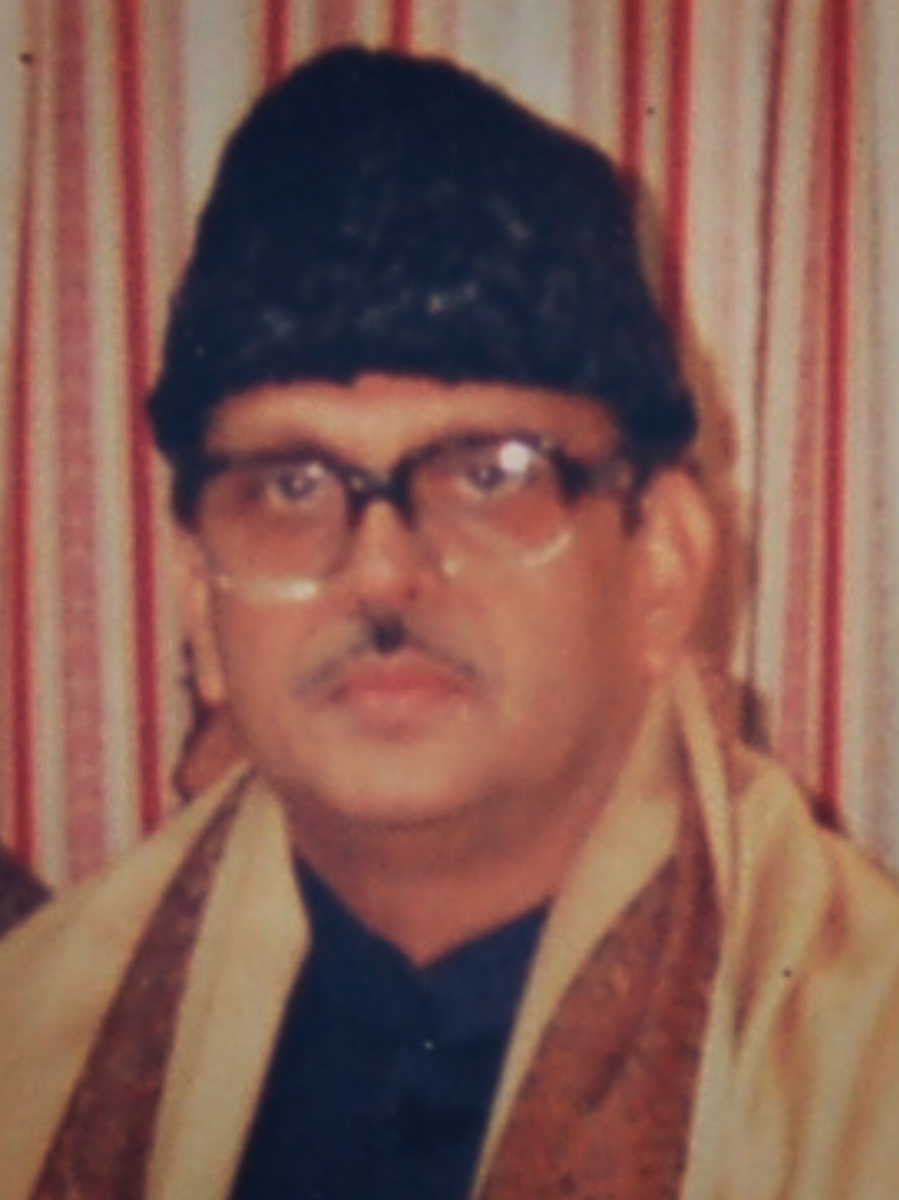
Premierminister Vishwanath Pratap Singh

Das Kabinett V. P. Singh wurde in Indien am 2. Dezember 1989 durch Premierminister Vishwanath Pratap Singh von der Janata Dal (JD) gebildet. Es löste das Kabinett Rajiv Gandhi ab und blieb bis zum 7. November 1990 im Amt, woraufhin es durch das Kabinett Chandra Shekhar abgelöst wurde.
Bei der Parlamentswahl am 22. und 26. November 1989 verlor der bis dahin regierende Indische Nationalkongress (INC) von Premierminister Rajiv Gandhi 9,57 Prozentpunkte und 207 ihrer 404 Sitze, so dass er nur noch 197 der nunmehr 531 Mitglieder der Lok Sabha stellte. Darauf bildete V. P. Singh von der Janata Dal mit Unterstützung mehrerer anderer Parteien eine neue Regierung, der ersten seit fast zehn Jahren, die nicht vom INC gebildet wurde. Singhs Kabinett gehörten neben der Janata Dal auch jeweils ein Minister der Telugu Desam Party (TDP), der Indian Congress (Socialist) – Sarat Chandra Sinha (ICS(SCS)), der Asom Gana Parishad (AGP) sowie der Dravida Munnetra Kazhagam (DMK) an.

## Minister
Dem Kabinett gehörten folgende Minister an:
| Amt                                                | Name                                     | Partei   | Beginn der Amtszeit              | Ende der Amtszeit               |
| -------------------------------------------------- | ---------------------------------------- | -------- | -------------------------------- | ------------------------------- |
| Premierminister                                    | Vishwanath Pratap Singh                  | JD       | 2. Dezember 1989                 | 7. November 1990                |
| Verteidigungsminister                              | Vishwanath Pratap Singh                  | JD       | 2. Dezember 1989                 | 7. November 1990                |
| Minister für Umwelt und Forsten                    | Vishwanath Pratap Singh Nilamani Routray | JD       | 2. Dezember 1989 30. April 1990  | 30. April 1990 7. November 1990 |
| Vize-Premierminister                               | Chaudhary Devi Lal                       | JD       | 13. Dezember 1989                | 1. August 1990                  |
| Landwirtschaftsminister                            | Chaudhary Devi Lal                       | JD       | 13. Dezember 1989                | 1. August 1990                  |
| Minister für Ernährung und zivile Versorgung       | Nathuram Mirdha                          | JD       | 13. Dezember 1989                | 7. November 1990                |
| Finanzminister                                     | Madhu Dandavate                          | JD       | 13. Dezember 1989                | 7. November 1990                |
| Eisenbahnminister                                  | George Fernandes                         | JD       | 13. Dezember 1989                | 7. November 1990                |
| Industrieminister                                  | Ajit Singh                               | JD       | 13. Dezember 1989                | 7. November 1990                |
| Minister für Textilien und Nahrungsmittelindustrie | Sharad Yadav                             | JD       | 13. Dezember 1989                | 7. November 1990                |
| Innenminister                                      | Mohammad Sayeed                          | JD       | 13. Dezember 1989                | 7. November 1990                |
| Minister für Handel und Tourismus                  | Arun Nehru                               | JD       | 13. Dezember 1989                | 7. November 1990                |
| Minister für Arbeit und Wohlfahrt                  | Ram Vilas Paswan                         | JD       | 13. Dezember 1989                | 7. November 1990                |
| Minister für Gesundheit und Familienfürsorge       | Nilamani Routray Rasheed Masood          | JD       | 13. Dezember 1989 30. April 1990 | 30. April 1990 7. November 1990 |
| Außenminister                                      | Inder Kumar Gujral                       | JD       | 13. Dezember 1989                | 7. November 1990                |
| Minister für Erdöl und Chemikalien                 | M. S. Gurupadaswamy                      | JD       | 13. Dezember 1989                | 7. November 1990                |
| Minister für Information und Rundfunk              | P. Upendra                               | TDP      | 13. Dezember 1989                | 7. November 1990                |
| Minister für parlamentarische Angelegenheiten      | P. Upendra                               | TDP      | 13. Dezember 1989                | 7. November 1990                |
| Transportminister                                  | K.P. Unnikrishnan                        | ICS(SCS) | 13. Dezember 1989                | 7. November 1990                |
| Kommunikationsminister                             | K.P. Unnikrishnan                        | ICS(SCS) | 13. Dezember 1989                | 7. November 1990                |
| Minister für Recht und Justiz                      | Dinesh Goswami                           | AGP      | 13. Dezember 1989                | 7. November 1990                |
| Minister für Stahl und Bergbau                     | Dinesh Goswami                           | AGP      | 13. Dezember 1989                | 7. November 1990                |
| Minister für Stadtentwicklung                      | Murasoli Maran                           | DMK      | 13. Dezember 1989                | 7. November 1990                |